# Карл Фаберже
Петар Карл Фаберже познат и као Карл Густавович Фаберже (рус. Карл Густавович Фаберже; Санкт Петербург, 30. мај 1846 — Лозана, 24. септембар 1920) је био руски јувелир најпознатији по ускршњим Фабержеовим јајима, направљеним по узору на давнашња ускршња jaja, која је правио од племенитих метала и драгог камења.
Рођен је у Санкт Петербургу у породици јувелира Густава Фабержеа и његове супруге, Данкиње, Шарлоте Јунгштет. Густавови преци били су хугеноти, избегли из Француске након опозива Нантског едикта, којим су католици протеривали протестанте. Фабержеови преци тако су се прво населили у Берлин а 1800. у балтичку провинцију Летонију, која је тада већ била у руским рукама.
Након школовања у Петрограду, Густав је пекао занат по Европи (у Дрезденској школи уметности и заната), школовао се и у Француској и Енглеској. Добио је и звање занатлије. Образовао се по Европи до 1872, када се са 26 година вратио у родни Санкт Петербург и оженио Аугустом Јулијом Јакобс. Наредних 10 година ментор му је био очев помоћник Хискијас Пендин. Њихова компанија је радила и на рестаурацији Ермитажа.
Фаберже је са реномеом царевог јувелира постао познат и ван граница Русије. Заступништва је имао у Кијеву, Одеси, Лондону, Москви и Санкт Петербургу.
Након Октобарске револуције бољшевици су преузели њихово имање, а породица Фаберже је избегла на Запад (прво у Немачку, а касније у Швајцарску).
Имао је четири сина Јевгенија (1874), Агафона (1876) Александра (1877) и Николаја (1884), који су се такође бавили породичним занатом.

## Фабержеово јаје
Пажњу руске царске породице Романов и касније светску славу, Фаберже је постигао на Сверуској изложби у Москви 1882. године, после чега је постао царски набављач и дворски јувелир.
Најпознатије Фабержеово дело наручио је руски цар Александар III, за своју жену Марију Фјодоровну и децу, то су била васкршња јаја, данас позната као Фабержеова јаја. Прво јаје израдио је за цара 1885, а онда је цар наставио са поклањањем јаја свакога Ускрса. Традицију је наставио и његов наследник Николај II.